# 人名反応
人名反応（じんめいはんのう、英: name reaction）とは、発見者や開発者にちなんで名付けられた化学反応である。よく知られた例にはウィッティヒ反応やクライゼン縮合、フリーデル＝クラフツ反応、ディールス＝アルダー反応がある。既知の何万もの有機反応の中で、数百程が人物にちなんで名付けられる程に著名である。人名反応にもっぱら焦点が絞られた本がこれまでに多く出版されており、化学の百科事典であるメルクインデックスには人名反応のための索引がある。
有機化学は20世紀の間に発展し、化学者は合成的に有用な反応を発見者や開発者の名前と結び付け始めた。多くの場合、名称は単に記憶を助けるものである。
反応機構あるいは全体の化学変換に基いて反応を命名するための系統的手法は存在するが（有機化学変換のIUPAC命名法など）、より記述的な名称はしばしば扱いにくいか十分明確でないため、効率的なコミュニケーションのためには人物の名称を用いることがしばしばより実用的である。